# Тая (річка)
Річка Тая (також річка Даї) — річка в штаті Аляска, що пролягає від кордону з Британською Колумбією, Канада, до входу Таї верхнього каналу Лінн.
Річка Тая унікальна, оскільки проходить через декілька різних екосистем з різноманітною флорою і фауною — від альпійської тундри до помірного тропічного лісу. Сама річка Тая та долина між водорозділами затиснуті у вузьку ділянку між горами і утворюють трог. Водозбір включає кілька льодовиків та льодових полів. У своїй дельті вона дуже розширюється і міліє.
Річка Тая отримала свою назву, від слова «пакувати» на мові тлінкітів.
Річка Тая була одних з маршрутів старатерів під час Клондайкської золотої лихоманки, який починався від містечка Даї в долині річки і пролягав через Чилкутський перевал. Мілке дно в естуарії річки не дозволяло влаштувати глибоководні пристані.
Сьогодні річка Тая є частиною Національно-історичного парку Клондайкської золотої лихоманки.